# Bars-M
Pour les articles homonymes, voir Bars.
Bars-M (indice GRAU 14F148) est une famille de  satellites de reconnaissance militaires optiques russes dont le premier lancement a eu lieu en 2015. Les photos numériques prises sont transmises par liaison radio. Les Bars-M doivent remplacer les satellites Iantar Kometa utilisant des films qui sont ramenés sur Terre par des capsules détachables. Fin 2022 trois satellites de ce type avaient été placés en orbite.

## Historique
L'existence du projet de développement des satellites Bars est dévoilée vers 2004-2006. Il s'agissait de remplacer la série des Iantar Kometa utilisant des films emportés par des capsules se détachant en cours de mission et revenant sur Terre. Les premières études démarrent au milieu des années 1990 mais le projet Bars est arrêté au début des années 2000 en raison de problèmes budgétaires et techniques. En 2007 le projet est relancé sous l'appellation Bars-M avec une conception s'écartant de manière plus radicale de l'architecture des Iantar avec notamment une plateforme non pressurisée et un nouveau système propulsif baptisé SVIT. Les nouveaux satellites prennent des photos numériques transmises par voie radio. Le premier projet d'un satellite de 7 tonnes est annulé et remplacé par un satellite plus modeste baptisé Bars-M. Les premiers satellites devaient être lancés en 2012 mais à la suite de problèmes financiers et techniques le premier exemplaire n'est lancé qu'en 2015.

## Caractéristiques techniques
Le satellite Bars-M mesure environ 4 mètres de haut pour un diamètre de 2,3 mètres. Il a une masse d'environ 4 tonnes et doit être lancé par une fusée  Soyouz 2.1a . La durée de vie est de 5 ans. Il utilise un système de propulsion baptisé SVIT qui semble être nouveau. Le satellite est construit par TsSKB Progress et la partie optique est fournie par la société LOMO.

## Historique des lancements
| Désignation                  | Date de lancement | Lanceur     | Identifiant Cospar | Orbite                  | Remarques |
| ---------------------------- | ----------------- | ----------- | ------------------ | ----------------------- | --------- |
| Cosmos 2503 (Bars-M #1) (1L) | 27 février 2015   | Soyouz 2-1a | 2015-009A          | 565 km × 579 km, 97,69° |           |
| Cosmos 2515 (Bars-M #2) (2L) | 24 mars 2016      | Soyouz 2-1a | 2016-020A          |                         |           |
| Cosmos 2556 (Bars-M #3)      | 19 mai 2022       | Soyouz 2-1a | 2022-054A          |                         |           |